# 23742 Okadatatsuaki
23742 Okadatatsuaki este un asteroid din centura principală de asteroizi.

## Descriere
23742 Okadatatsuaki este un asteroid din centura principală de asteroizi. A fost descoperit pe 22 mai 1998 la Stația Anderson Mesa în cadrul programului LONEOS. Asteroidul prezintă o orbită caracterizată de o semiaxă mare de 2,28 ua, o excentricitate de 0,14 și o înclinație de 4,6° în raport cu ecliptica.